# Xuwulong

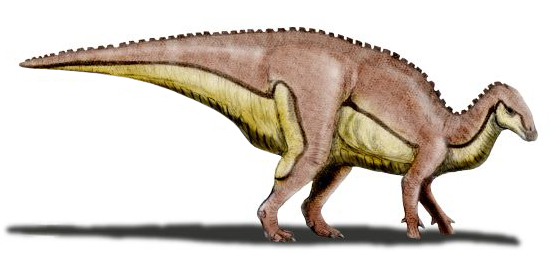
Restauração

Xuwulong é um género de dinossauro hadrossauróide do Cretáceo Inferior. Ele viveu durante o início do Cretáceo (Aptiano - Albiano) na região que hoje corresponde à Bacia Yujingzi, na área de Jiuquan, província de Gansu, no noroeste da China. É conhecido pelo holótipo GSGM F00001, um espécime articulado que inclui um crânio completo, esqueleto axial quase completo e cintura pélvica esquerda completa, do Grupo Xinminpu. Xuwulong foi nomeado por You Hailu, Li Daqing e Liu Weichang em 2011, e a espécie-tipo é Xuwulong yueluni; o nome binomial como um todo refere-se ao professor Wang Yue-lun, e "Xu-wu" é seu nome de cortesia.